# Championnats d'Amérique du Sud d'athlétisme 1920
Navigation
Édition précédente Édition suivante
Les 2e championnats d'Amérique du Sud d'athlétisme ont eu lieu en 1920 à Santiago du Chili.
L'Argentine rejoint les deux participants de la première édition, l'Uruguay et le Chili.
Cette édition voit l'apparition de l'épreuve du 5 000 mètres et du triple saut.

## Résultats

### Hommes
| Épreuves                   | Or                                  | Argent                                  | Bronze                            |
| -------------------------- | ----------------------------------- | --------------------------------------- | --------------------------------- |
| 100 mètres                 | Marcelo Uranga (CHI) 10 s 8         | Julio Gorlero (URU) 11 s 0              | Humberto Ramírez (CHI) ? s        |
| 200 mètres                 | Isabelino Gradín (URU) 22 s 4       | Humberto Ramírez (CHI) 22 s 6           | Julio Gorlero (URU) 23 s 4        |
| 400 mètres                 | Isabelino Gradín (URU) 54 s 0       | Eduardo Flores (URU) 54 s 6             | Gavino Reginato (CHI) ? s         |
| 800 mètres                 | Enrique Thompson (ARG) 2 min 06 s 2 | Juan Campos (URU) 2 min 06 s 4          | Carlos Escobar (CHI) 2 min 06 s 8 |
| 1 500 mètres               | Ángel Entrecasas (ARG) 4 min 23 s 2 | Juan Marshall (CHI) 4 min 23 s 4        | Oscar Guajardo (CHI) 4 min 26 s 2 |
| 5 000 mètres               | Juan Jorquera (CHI) 16 min 11 s 4   | Manuel Moraga (CHI) 16 min 21 s 8       | Manuel Plaza (CHI) 16 min 29 s 4  |
| 10 000 mètres              | Juan Jorquera (CHI) 33 min 13 s 6   | Manuel Plaza (CHI) 33 min 18 s 2        | Enrique Calderón (CHI) ? min      |
| 110 mètres haies           | Harold Rosenqvist (CHI) 16 s 4      | Carlos Patiño (athlétisme) (URU) 16 s 6 | Otto Dietsch (ARG) ? s            |
| 200 mètres haies           | Harold Rosenqvist (CHI) 26 s 2      | Andrés Mazzali (URU) 26 s 8             | Francisco Silveira (URU) ? s      |
| 400 mètres haies           | Andrés Mazzali (URU) 59 s 0         | Eduardo Diez (CHI) 59 s 8               | Francisco Silveira (URU) ? s      |
| Saut en hauteur            | Hernán Orrego (CHI) 1,76 m          | Carlos Patiño (athlétisme) (URU) 1,75 m | Osvaldo Kolbach (CHI) 1,70 m      |
| Saut en hauteur sans élan  | Juan Moliné (ARG) 1,44 m            | Carlos Asiadacz (CHI) 1,425 m           | Carlos Fernández (URU) 1,42 m     |
| Saut à la perche           | Héctor Berruti (URU) 3,26 m         | Ernesto Goycolea (CHI) 3,25 m           | Enrique Sansot (CHI) 3,20 m       |
| Saut en longueur           | Ricardo Müller (CHI) 6,52 m         | Fortunato Antola (URU) 6,105 m          | Héctor Benapres (CHI) 6,095 m     |
| Saut en longueur sans élan | Francisco Japke (CHI) 2,995 m       | Hernán Orrego (CHI) 2,975 m             | Juan Moliné (ARG) 2,945 m         |
| Triple saut                | Adolfo Reccius (CHI) 13,395 m       | Héctor Benapres (CHI) 13,205 m          | Erwin Gevert (CHI) 12,69 m        |
| Lancer de poids            | Benigno Rodríguez (ARG) 11,96 m     | Teodoro Scheihing (CHI) 11,54 m         | Jorge Llobet Cullen (ARG) 11,50 m |
| Lancer de disque           | Jorge Llobet Cullen (ARG) 35,28 m   | David Martín Estévez (URU) 34,64 m      | Gustavo Krüger (CHI) 34,55 m      |
| Lancer de marteau          | Leonardo de Lucca (URU) 34,14 m     | Jorge Llobet Cullen (ARG) 33,05 m       | Teodoro Scheihing (CHI) 32,97 m   |
| Lancer de javelot          | Arturo Medina (CHI) 49,49 m         | Héctor Berruti (URU) 41,51 m            | Alberto Asenjo (CHI) 40,90 m      |
| Relais 4 × 400 mètres      | Uruguay 3 min 34 s 0                | Argentine ? min                         | seules 2 équipes ont concouru     |

### Femmes
Les épreuves féminines ne débuteront pas avant 1939.

## Tableau des médailles
| Rang | Nation    | Or | Argent | Bronze | Total |
| ---- | --------- | -- | ------ | ------ | ----- |
| 1    | Chili     | 10 | 10     | 13     | 33    |
| 2    | Uruguay   | 6  | 9      | 4      | 19    |
| 3    | Argentine | 5  | 2      | 3      | 10    |

Le Chili marque donc 61 points, l'Uruguay 45 points et l'Argentine 24.